# Орцево
Орцево (болг. Орцево) — село в Благоевградской области Болгарии. Входит в состав общины Белица. Находится примерно в 14 км к востоку от центра города Белица и примерно в 53 км к востоку от центра города Благоевград. По данным переписи населения 2011 года, в селе  проживало 175 человек.

## Население
| Год     | 1956 | 1965 | 1975 | 1985 | 1992 | 2001 | 2011 |
| ------- | ---- | ---- | ---- | ---- | ---- | ---- | ---- |
| Жителей | 391  | 544  | 467  | 307  | 276  | 220  | 175  |

| Национальность | Человек | Процент |
| -------------- | ------- | ------- |
| болгары        | 117     | 95,12%  |
| турки          | 6       | 4,88%   |
| Всего ответов  | 123     |         |

|  |